# Máquina de Holtz

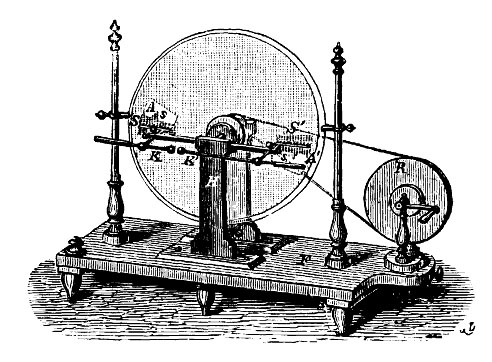
Máquina eletrostática de Holtz.

A máquina de Holtz é uma máquina eletrostática de elevada diferença de potencial, desenvolvida entre 1865 e 1883 pelo físico alemão Wilhelm Holtz. O primeiro modelo da máquina tornou-se famoso na época por ter sido a primeira máquina de indução eletrostática de potência relativamente maior que as máquinas que usavam a eletrização por atrito para separar as cargas elétricas.